# Anna (Go to Him)

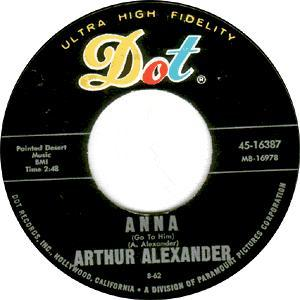

Anna (Go to Him) è un brano musicale di Arthur Alexander, pubblicato nel 1962 nel singolo Anna/I Hang My Head And Cry e reinterpretato dai Beatles l'anno dopo nell'album Please Please Me.

## Composizione
L'intonazione di Alexander è un Re maggiore accompagnato dagli archi per l'intera durata della canzone. Il testo esprime malinconica rinuncia ad Anna, preferendo più la felicità della donna che la propria. Nonostante il titolo (Go to Him «vai da lui»), Alexander canta «Go with Him» («vai con lui»).

## Cover

### La versione dei Beatles
Nonostante il disco di Alexander fosse arrivato al 68º posto in classifica Lennon decise di fare interpretare questa al gruppo in spettacoli dal vivo e nell'album. Registrata in tre riprese piuttosto veloci (i Beatles non potevano occupare gli studi di Abbey Road Studios per più di un giorno, così George Martin chiese cosa potevano eseguire velocemente e i Beatles sfoderarono le cover dei tempi di Amburgo), questa versione utilizza il La maggiore, un'intonazione più bassa di una quarta di quella di Alexander.

### Formazione[2]
- John Lennon – voce, chitarra ritmica acustica
- Paul McCartney – cori, basso
- George Harrison – cori, chitarra solista
- Ringo Starr – batteria